# Jacobi (cráter)
Jacobi es un cráter de impacto que se encuentra en las tierras altas del sur de la cara visible de la Luna, al sureste del cráter Lilius, con Cuvier al noroeste y Baco al noreste. El cráter tiene 68 kilómetros de diámetro y 3,3 kilómetros de profundidad. Es del período Período Pre-Nectárico, con una antigüedad comprendida entre 4550 a 3920 millones de años.
Presenta un borde desgastado que es superpuesto por varios otros cráteres en su lado sur, incluyendo Jacobi J, y una pareja de cráteres en su lado norte. El resultado es un borde exterior que parece aplastado en las caras norte y sur. El más grande de los cráteres en el lado norte, Jacobi O, es miembro de una cadena de cráteres que forman una línea del noreste al sudoeste a través del áspero suelo interior. La parte central de esta cadena en particular forma una fusión de varios diminutos cráteres en el punto medio de la plataforma. El resto del suelo es nivelado, tal vez como resultado de la erosión o del depósito de materiales.
El triplete de cráteres solapados (Jacobi F, Jacobi E, y Jacobi G) forman una línea al sur del cráter Jacobi. El cráter debe su nombre al matemático alemán del siglo XIX Carl Gustav Jakob Jacobi.

## Cráteres satélite
Por convención estos elementos son identificados en los mapas lunares poniendo la letra en el lado del punto medio del cráter que está más cercano a Jacobi.
|        | \| Jacobi \| Coordenadas \| Diámetro \| \| ------ \| ----------------------------- \| -------- \| \| A \| 58°30′S 16°00′E / -58.5, 16.0 \| 28 km \| \| B \| 54°24′S 13°54′E / -54.4, 13.9 \| 14 km \| \| C \| 59°48′S 10°36′E / -59.8, 10.6 \| 35 km \| \| D \| 60°48′S 10°36′E / -60.8, 10.6 \| 21 km \| \| E \| 58°30′S 11°48′E / -58.5, 11.8 \| 24 km \| \| F \| 58°30′S 9°36′E / -58.5, 9.6 \| 42 km \| \| G \| 58°24′S 13°54′E / -58.4, 13.9 \| 42 km \| \| H \| 58°30′S 10°36′E / -58.5, 10.6 \| 9 km \| \| J \| 58°00′S 10°18′E / -58.0, 10.3 \| 19 km \| \| K \| 56°42′S 10°48′E / -56.7, 10.8 \| 9 km \| \| L \| 55°24′S 15°24′E / -55.4, 15.4 \| 9 km \| \| M \| 57°48′S 12°06′E / -57.8, 12.1 \| 10 km \| \| N \| 56°18′S 11°48′E / -56.3, 11.8 \| 8 km \| \| O \| 55°42′S 11°54′E / -55.7, 11.9 \| 17 km \| \| P \| 57°18′S 13°48′E / -57.3, 13.8 \| 15 km \| \| Q \| 55°48′S 14°00′E / -55.8, 14.0 \| 4 km \| \| R \| 55°18′S 13°48′E / -55.3, 13.8 \| 5 km \| \| S \| 57°30′S 14°54′E / -57.5, 14.9 \| 5 km \| \| T \| 56°00′S 15°12′E / -56.0, 15.2 \| 6 km \| \| U \| 55°00′S 13°12′E / -55.0, 13.2 \| 7 km \| \| W \| 56°00′S 10°48′E / -56.0, 10.8 \| 7 km \| \| Z \| 59°06′S 11°54′E / -59.1, 11.9 \| 5 km \| |          |
| Jacobi | Coordenadas | Diámetro |
| A      | 58°30′S 16°00′E / -58.5, 16.0 | 28 km    |
| B      | 54°24′S 13°54′E / -54.4, 13.9 | 14 km    |
| C      | 59°48′S 10°36′E / -59.8, 10.6 | 35 km    |
| D      | 60°48′S 10°36′E / -60.8, 10.6 | 21 km    |
| E      | 58°30′S 11°48′E / -58.5, 11.8 | 24 km    |
| F      | 58°30′S 9°36′E / -58.5, 9.6 | 42 km    |
| G      | 58°24′S 13°54′E / -58.4, 13.9 | 42 km    |
| H      | 58°30′S 10°36′E / -58.5, 10.6 | 9 km     |
| J      | 58°00′S 10°18′E / -58.0, 10.3 | 19 km    |
| K      | 56°42′S 10°48′E / -56.7, 10.8 | 9 km     |
| L      | 55°24′S 15°24′E / -55.4, 15.4 | 9 km     |
| M      | 57°48′S 12°06′E / -57.8, 12.1 | 10 km    |
| N      | 56°18′S 11°48′E / -56.3, 11.8 | 8 km     |
| O      | 55°42′S 11°54′E / -55.7, 11.9 | 17 km    |
| P      | 57°18′S 13°48′E / -57.3, 13.8 | 15 km    |
| Q      | 55°48′S 14°00′E / -55.8, 14.0 | 4 km     |
| R      | 55°18′S 13°48′E / -55.3, 13.8 | 5 km     |
| S      | 57°30′S 14°54′E / -57.5, 14.9 | 5 km     |
| T      | 56°00′S 15°12′E / -56.0, 15.2 | 6 km     |
| U      | 55°00′S 13°12′E / -55.0, 13.2 | 7 km     |
| W      | 56°00′S 10°48′E / -56.0, 10.8 | 7 km     |
| Z      | 59°06′S 11°54′E / -59.1, 11.9 | 5 km     |